# Distretto di Taher
Il distretto di Taher è un distretto della provincia di Jijel, in Algeria.

## Comuni
Il distretto di Taher comprende 5 comuni:
- Boucif Ouled Askeur
- Chahna
- Emir Abdelkader
- Oudjana
- Taher